# Compound

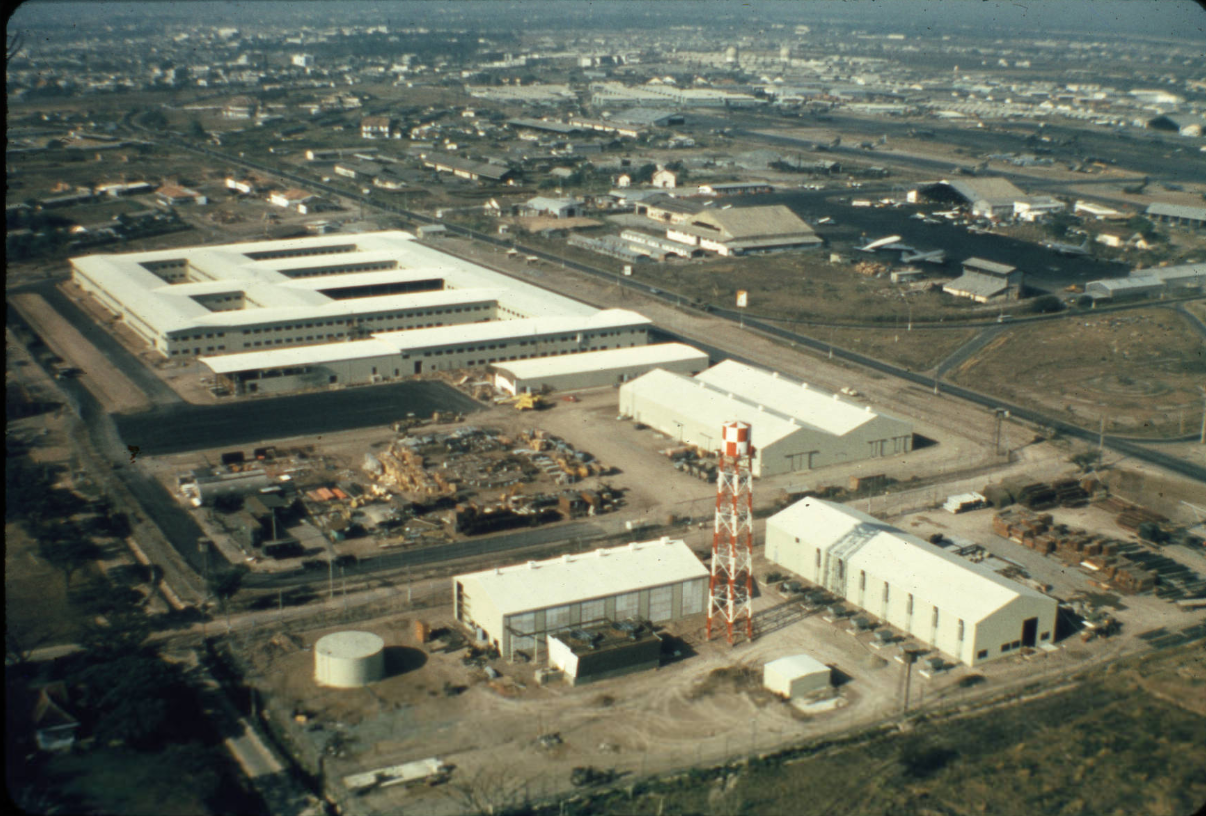
Il compound del Military Assistance Command, Vietnam nell'aprile 1967

Nella scienza militare un compound è un edificio o gruppo di edifici delimitati da una recinzione più o meno alta o ancora maggiormente difesi a fortificazione. In questo senso assume un significato simile a quello di bunker.
Può anche essere intesa come un'area chiusa utilizzata per difendere gli occupanti da aggressioni, ma anche per confinare i prigionieri di guerra, al pari di un campo di concentramento.
Il termine, una parola inglese, deriva da una alterazione della parola in lingua malese kampong, che significa villaggio. Un'altra ipotesi è che derivi dal termine latino componere, dato che la parola in inglese significa anche composto, ad esempio in chimica.